# Wallemia
Wallemia — рід грибів родини Wallemiaceae. Назва вперше опублікована 1887 року.

## Класифікація
До роду Wallemia відносять 9 видів:
- Wallemia canadensis
- Wallemia hederae
- Wallemia ichthiophaga
- Wallemia ichthyophaga
- Wallemia mellicola
- Wallemia muriae
- Wallemia peruviensis
- Wallemia sebi
- Wallemia tropicalis